# Мацко, Татьяна Михайловна
Татьяна Михайловна Мацко (19 июня 1993 года) — белорусская самбистка и дзюдоистка, серебряный призёр чемпионата Белоруссии по дзюдо, чемпионка и призёр чемпионатов Европы и мира по самбо, чемпионка Европейских игр по самбо, мастер спорта Республики Беларусь международного класса.

## Биография
Живёт в Гродно. Её первым тренером была Вера Короленко. По состоянию на 2017 год, её тренировал Александр Бардин. Выступает за клуб «Динамо». В 2018 году Татьяна Мацко возглавила рейтинг Международной федерации самбо. Трижды становилась чемпионкой мира, и четырежды — чемпионкой Европы.

## Спортивные результаты
- Чемпионат Белоруссии по дзюдо 2016 года — [4];